# 1863-as elnöki választások Oranje Szabadállamban
Oranje Szabadállamban 1863-ban rendeztek elnöki választásokat, az ország történetében ez volt az 5. ilyen esemény. A november 5-én tartott választást Johannes Henricus Brand (egyszerűbben: Jan Brand) nyerte meg. 1864. február 2-ai beiktatását követően pedig Oranje Szabadállam negyedik elnökévé vált.